# دانیل گودفلو
دانیل گودفلو (انگلیسی: Daniel Goodfellow؛ زادهٔ ۱۹ اکتبر ۱۹۹۶) ورزشکار شیرجه اهل بریتانیا است.
وی در مسابقات کشوری و بین‌المللی در مجموع برندهٔ ۳ مدال طلا، ۲ مدال نقره، ۲ مدال برنز شده‌است.